# Jessica Long

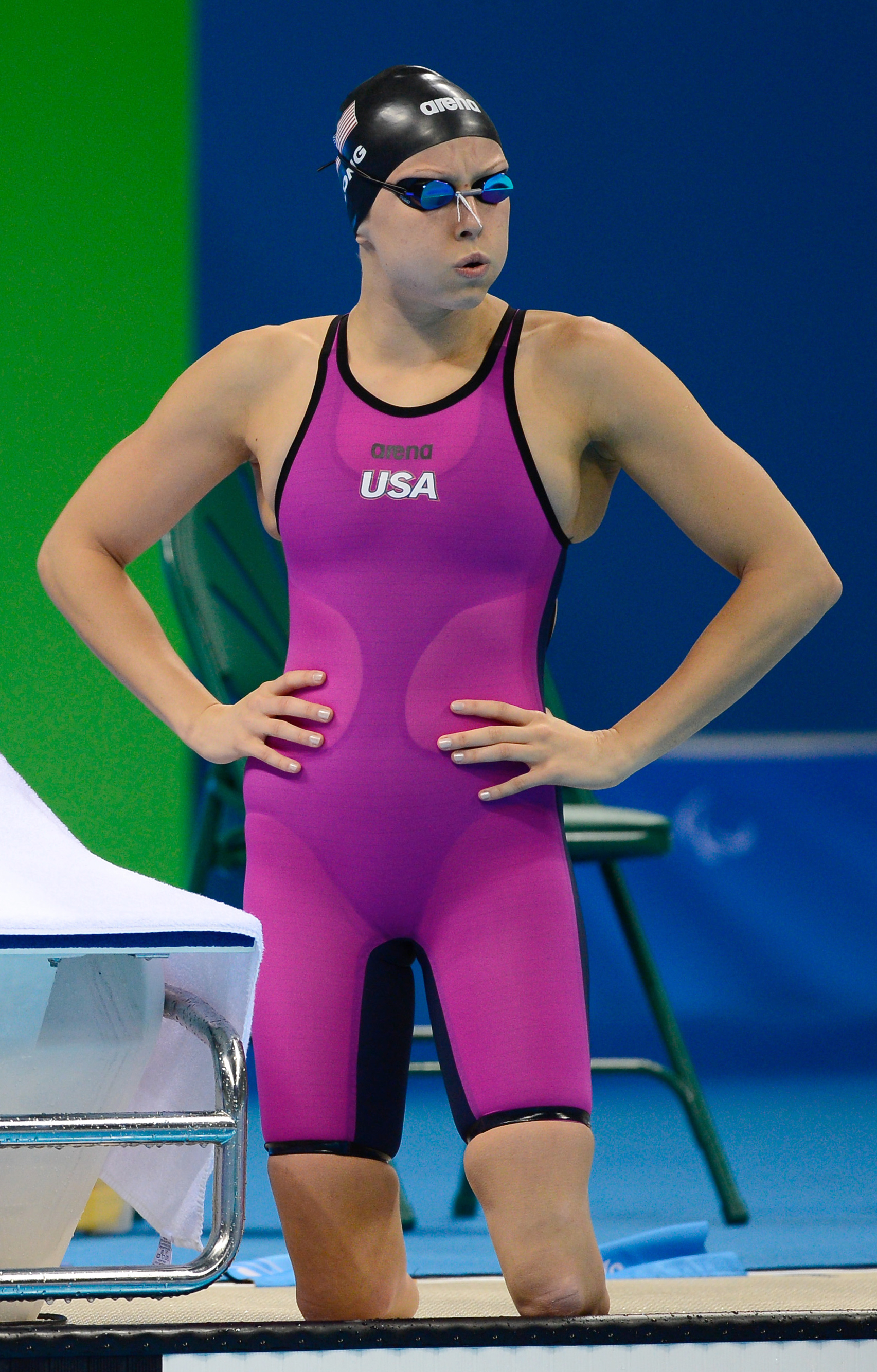
Jessica Long in Rio 2016

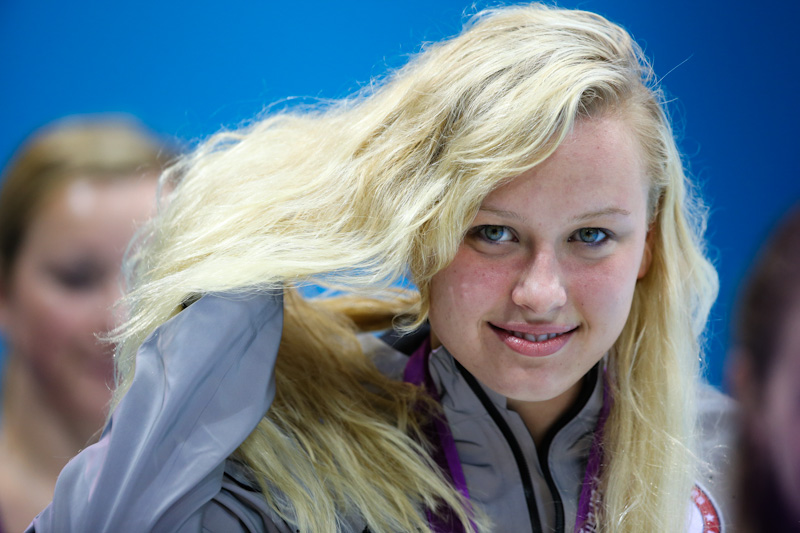
Jessica Long (2012)

Jessica Tatiana Long (* 29. Februar 1992 als Tatjana Olegowna Kirillowa in Bratsk, Russland) ist eine US-amerikanische Schwimmerin, die als Teilnehmerin an den Paralympischen Spielen in den Behinderungskategorien S8 and SB7 insgesamt 23 Medaillen gewann, darunter Goldmedaillen bei vier Paralympischen Sommerspielen.

## Leben
Die als Tatjana Olegowna Kirillowa geborene Long litt von Geburt durch Fibulare Hemimelie an einer Körperbehinderung. Sie wurde von ihren minderjährigen Eltern in Sibirien zur Adoption freigegeben und im Alter von 13 Monaten von Amerikanern adoptiert. Als sie 18 Monate alt war, wurden ihr beide Unterschenkel amputiert. Sie lernte Gehen mit Prothesen und übte frühzeitig viele Sportarten wie Turnen, Cheerleading, Eiskunstlauf und Eisschnelllauf aus. Mit zehn Jahren lernte sie Radfahren, ein Jahr später wurde sie als beste Schwimmerin mit Behinderung des US-Bundesstaates Maryland ausgezeichnet. Jessica Long nahm bei den Paralympischen Sommerspielen 2004 in Athen erstmals an internationalen Wettkämpfen teil – als jüngstes Mitglied der amerikanischen Mannschaft mit Sondergenehmigung wegen ihres Alters von zwölf Jahren – und gewann dreimal Gold. 2006 verbesserte sie 18-mal Schwimmweltrekorde. Bei den Weltmeisterschaften des International Paralympic Committees (IPC) in Durban gewann sie neunmal Gold in sieben Einzeldisziplinen und zwei Staffeln. Aufgrund ihrer Leistungen erhielt sie in diesem Jahr auch den James E. Sullivan Award als bester amerikanischer Amateursportler des Jahres. Bei den Sommer-Paralympics 2008 gewann sie viermal Gold und stellte dabei drei Weltrekorde auf. Bei den Paralympic Weltmeisterschaften 2010 gewann sie siebenmal Gold (zwei Weltrekorde); bei den Sommer-Paralympics 2012 in London waren es fünfmal Gold und zweimal Silber, bei den Sommer-Paralympics 2016 in Rio einmal Gold, dreimal Silber und zweimal Bronze. Bei den Sommer-Paralympics 2021 in Tokio gewann Long dreimal Gold, zweimal Silber und einmal Bronze, und in Paris bei den Sommer-Paralympics 2024 gewann sie einmal Gold.
Sie gilt als die erfolgreichste Schwimmerin mit Behinderung aller Zeiten und wurde entsprechend immer wieder ausgezeichnet. Sie schwimmt ohne Prothesen.
Heute ist sie Profischwimmerin und Model. Ihr Sponsor ist Toyota.